# کائوری موری
کائوری موری (انگلیسی: Kaori Mori؛ زادهٔ ۲۳ اوت ۱۹۷۹) بدمینتون‌باز زن اهل ژاپن بود.